# دیسک‌گردان
دیسک یا لوح به صفحهٔ مغناطیسی گردی گفته می‌شود که بر روی آن اطلاعات ضبط می‌شود.
دیسک‌ها در انواع و اندازه‌های مختلفی دیده می‌شوند اما همهٔ آن‌ها عملکرد یکسانی دارند.
به تقسیم‌بندی‌های دایره شکلی که اطلاعات روی آن‌ها ذخیره می‌شود شیار(Track) و به ناحیه‌های شعاعی آن بخش (Sector) گفته می‌شود.
دیسک‌گردان‌ها (Disk Drive)، دادهها را از روی دیسکها می‌خوانند و به رایانه منتقل می‌کنند و داده‌های رایانه را جهت ذخیره‌سازی روی دیسک‌ها ذخیره می‌کنند.
هر دیسک گردان، معمولاً دو موتور دارد که یکی باعث چرخش دیسک به دور محور خود می‌شود و دیگری با حرکت هد، آن را روی محل خواندن و نوشتن داده قرار می‌دهد. دو نوع مرسوم از دیسک گردان‌ها، دیسک‌گردان‌های فلاپی دیسک و دیسک‌گردان‌های دیسک سخت هستند. دیسک گردان‌های فلاپی دیسک برای فلاپی‌ها و دیسک گردان‌های دیسک سخت برای دیسک‌های سخت استفاده می‌شوند.

برای نوشتن روی دیسک فشرده از CD-Writer و برای نوشتن روی دی‌وی‌دی از DVD-Writer استفاده می‌شود.

## انواع دیسک‌ها
دیسک‌ها انواع مختلفی دارند که نام تعدادی از آن‌ها در زیر آمده‌است:
۱. دیسک نرم یا قابل انتقال (Floppy Disk)
این دیسک‌ها را می‌توان وارد رایانه کرد و پس از خواندن یا نوشتن اطلاعات آن‌ها را بیرون آورد.
این نوع دیسک‌ها در دو اندازهٔ کلی ۳٫۵ و ¼۵ اینچی یافت می‌شوند و از هرکدام این اندازه‌ها انواعی با ظرفیت‌های مختلف وجود دارند.
۲. دیسک سخت یا ثابت (Hard Disk)
معمولاً این دیسک‌ها فلزی اند و روی آن‌ها را لایه‌ای مغناطیسی پوشانده‌است.
این دیسک‌ها بر خلاف دیسکهای نرم قابل انتقال نبوده و نمی‌توان آن‌ها را از رایانه خارج کرد. دیسک و دیسک خوان هر دو در محفظه‌ای بسته قرار دارند. گنجایش این دیسکها بین ۲۰ تا چندهزار برابر دیسکهای نرم است.
یک محفظهٔ دیسک سخت شامل چند دیسک فلزی است که روی هم قرار گرفته‌اند و به اندازهٔ ۲ برابر تعداد دیسکها نوک خواندن و نوشتن وجود دارد.
معمولاً در دیسک‌های سخت به جای شیار از کلمهٔ سیلندر یا استوانه استفاده می‌شود. (زیرا شیارهای دیسکهایی که روی هم قرار گرفته‌اند باهم تشکیل یک استوانه می‌دهند)
۳. CD-ROM این دیسکها گنجایش زیادی داشته و فقط خواندنی هستند. CD مخفف کلمات Compact Disk یا دیسک فشرده می‌باشد. معمولاً قطر این دیسکها ۱۲ سانتیمتر بوده و برای ضبط اطلاعات بر رویشان لیزر بکار می‌رود.
۴. دیسک نوری_مغناطیسی
دیسک‌هایی اند که هم قابلیت خواندن و هم نوشتن مجدد (با ظرفیت بسیار بالا) بر روی آن‌ها وجود دارد. این دیسک‌ها با تلفیق دو تکنولوژی مغناطیسی و نوری ساخته شده‌اند.

## نگارخانه

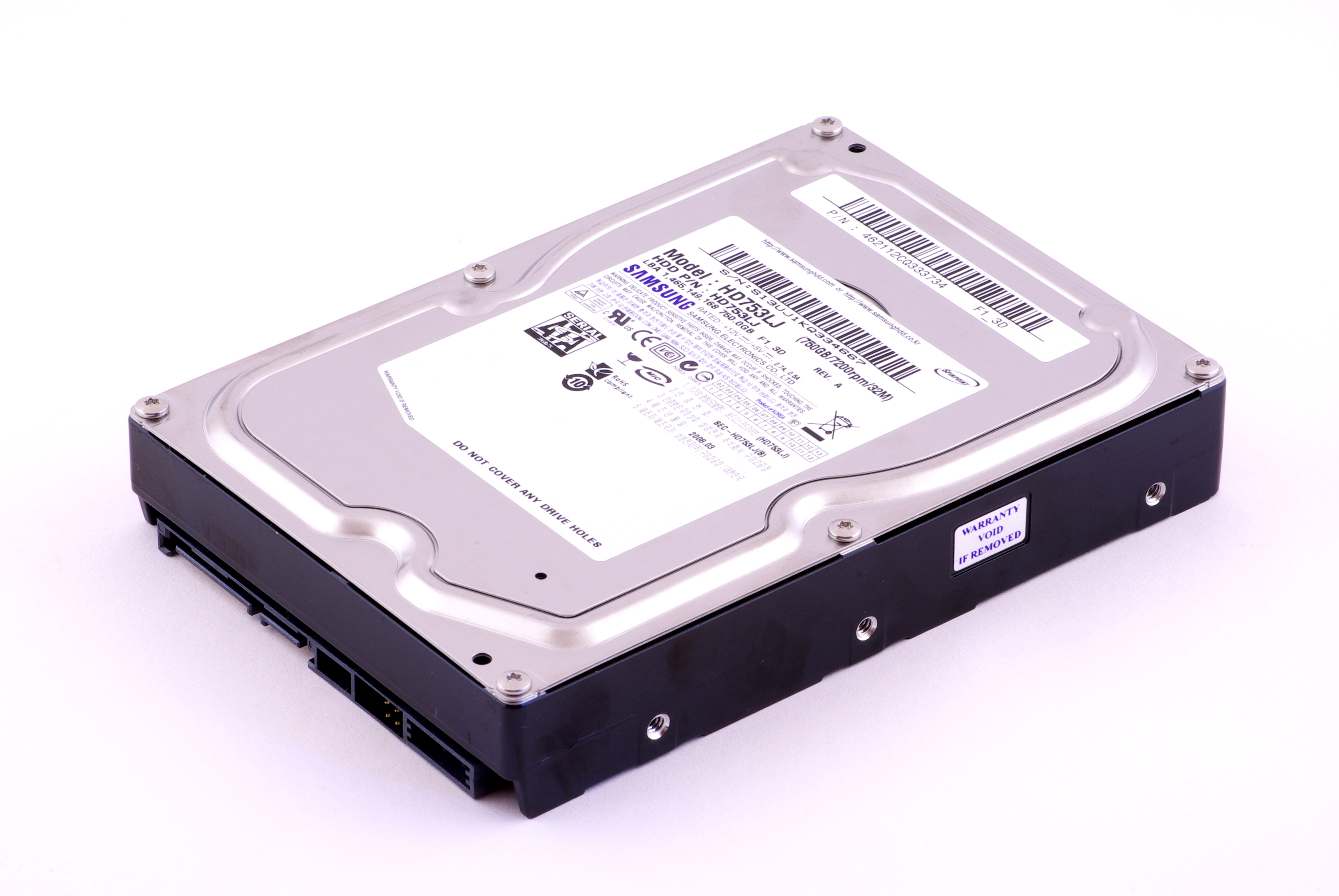
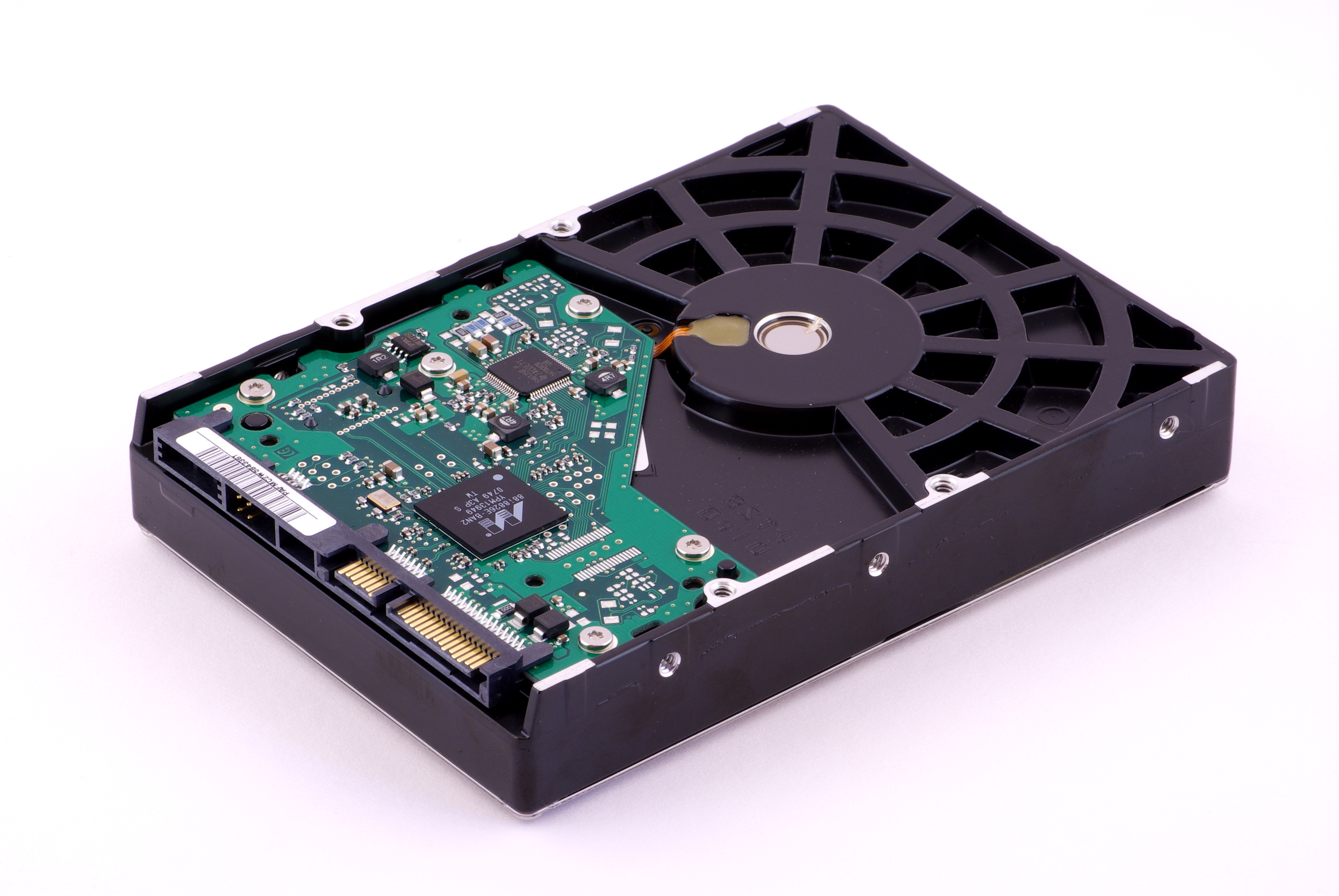
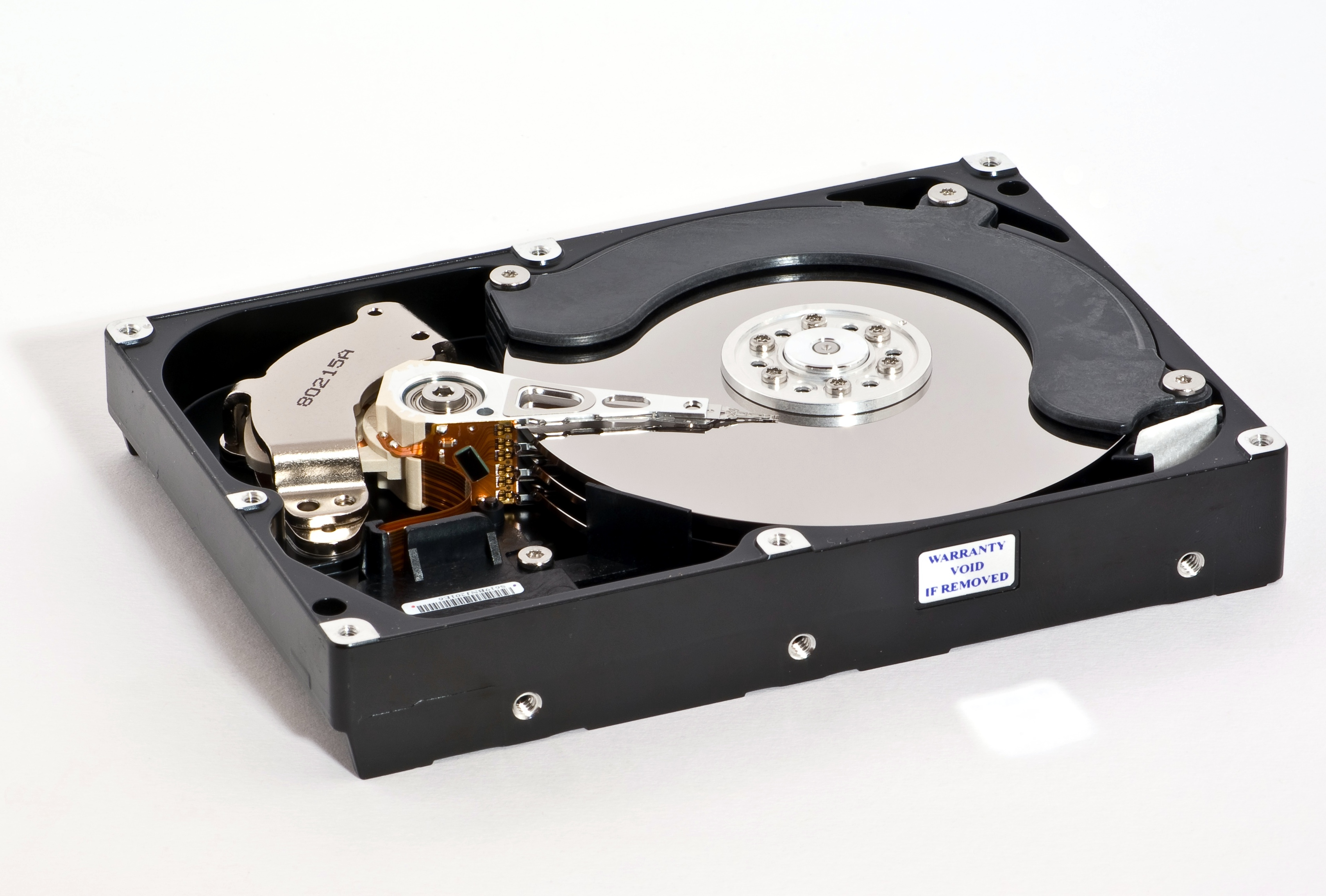
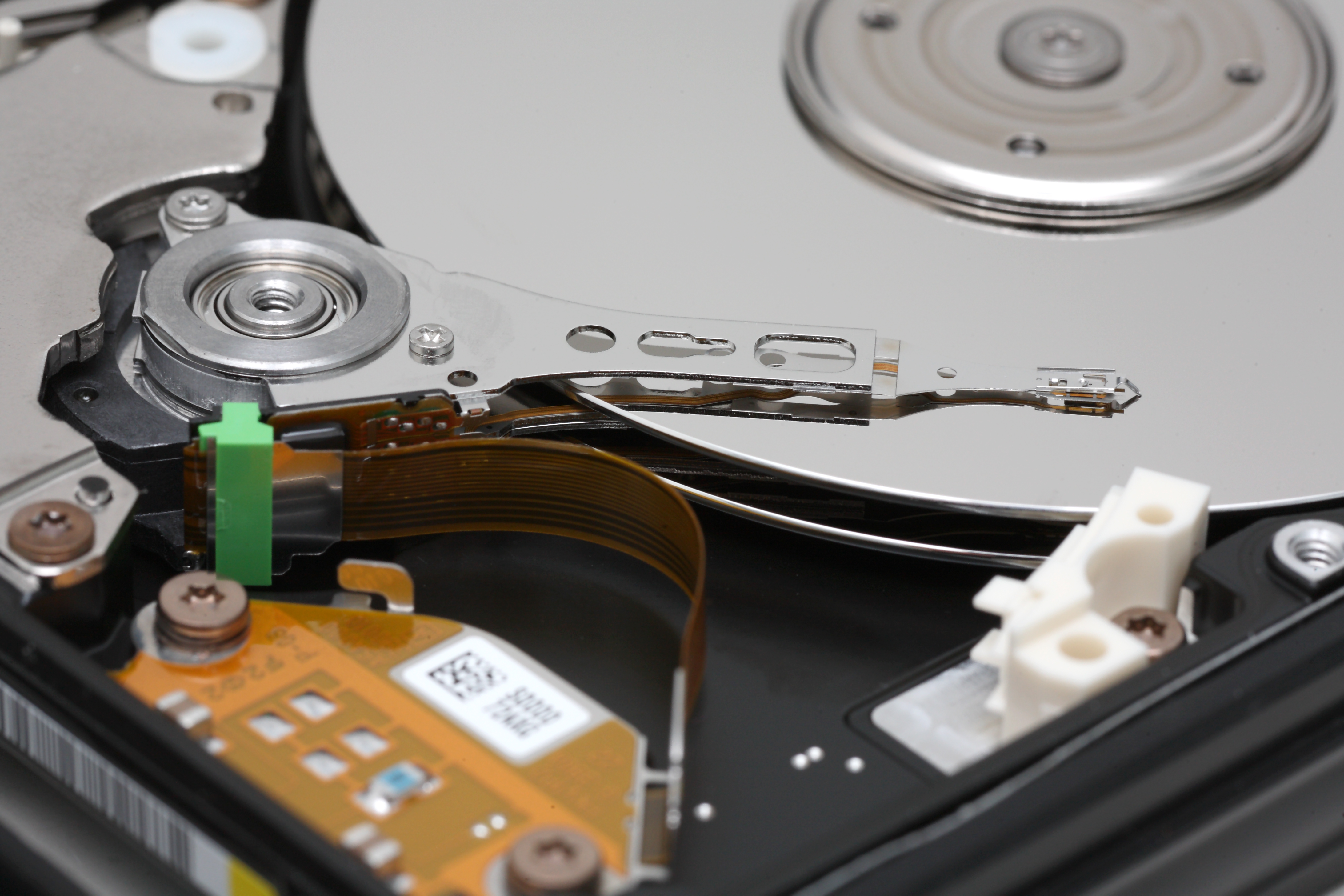
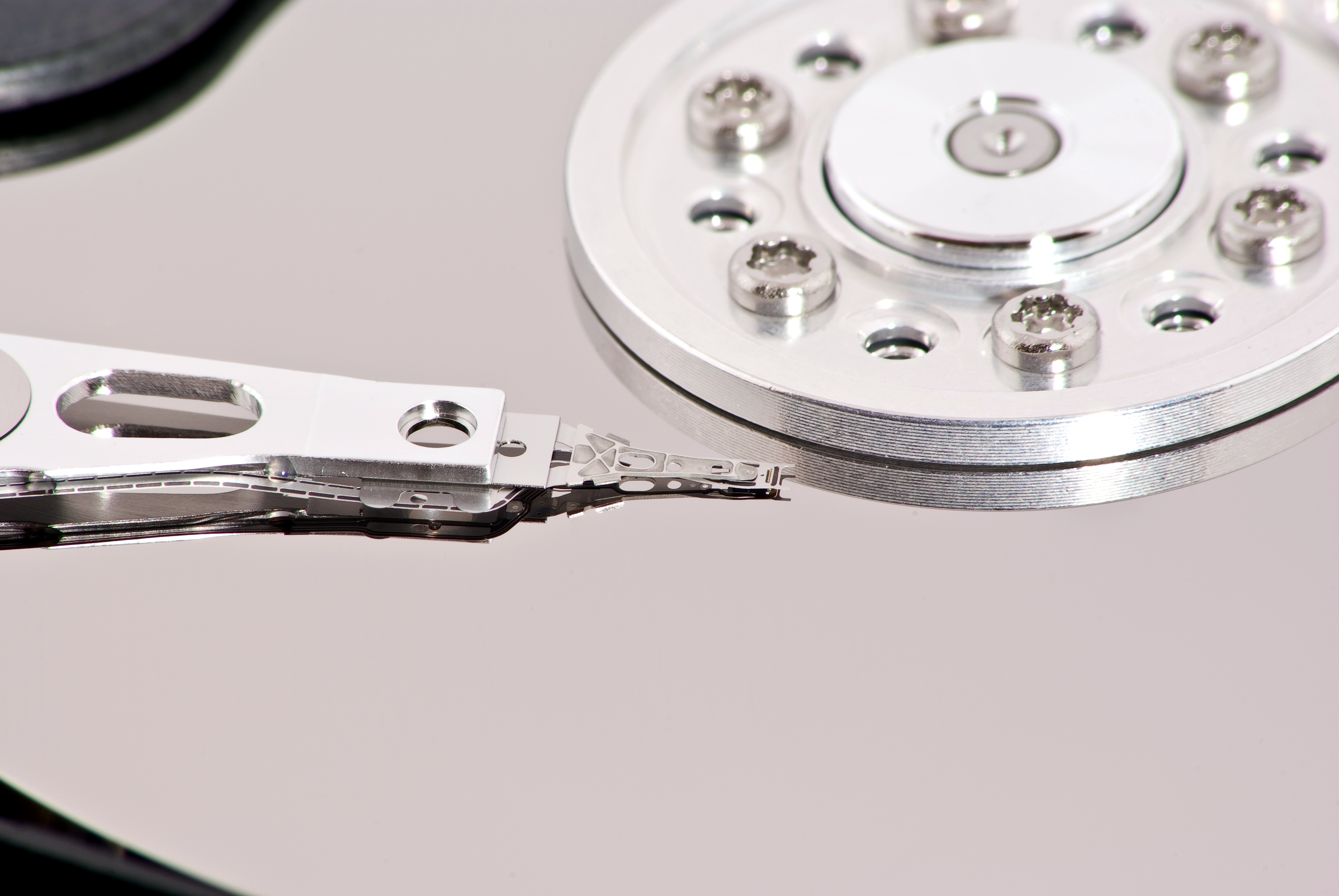
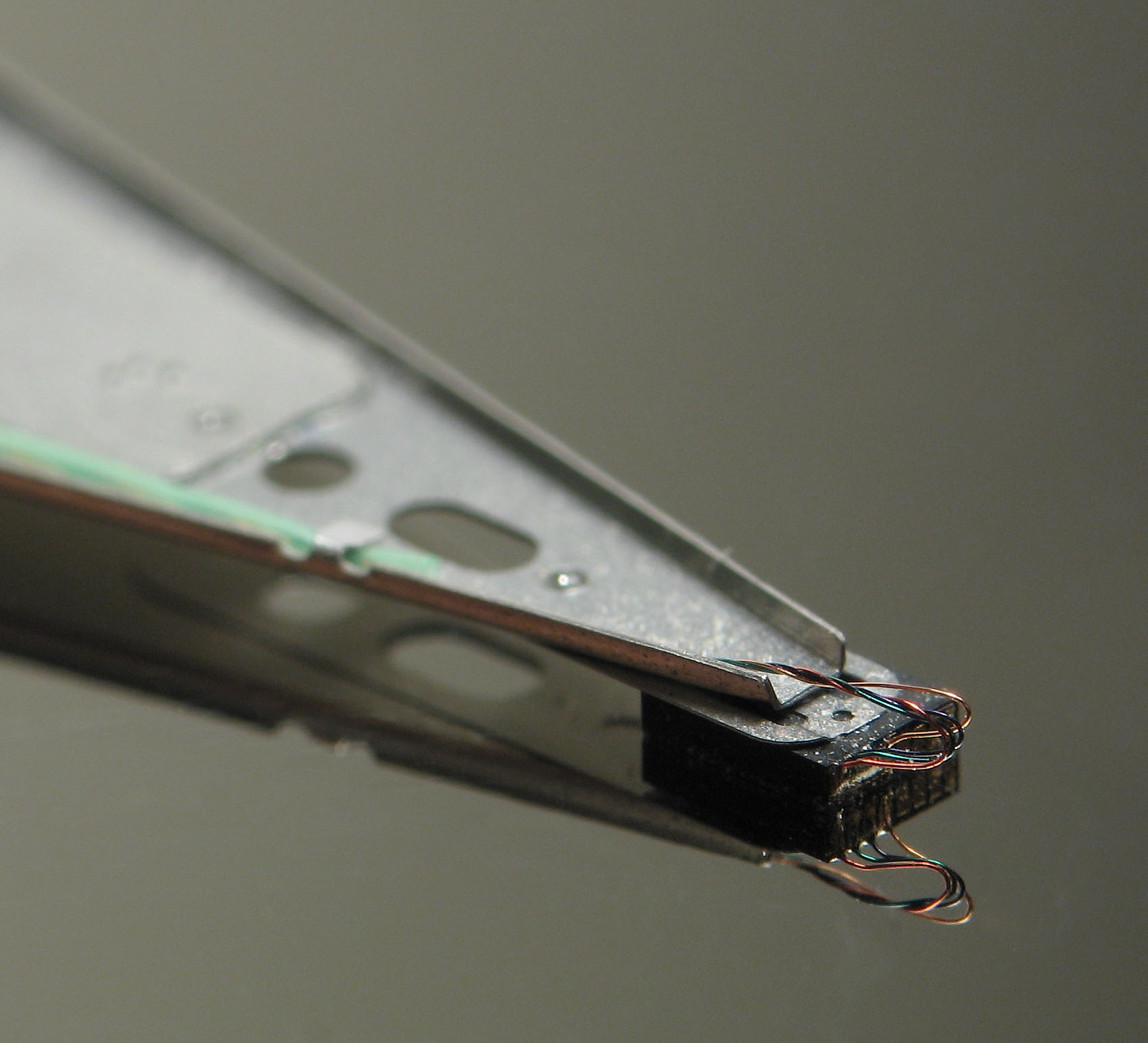